# Lenz-Typ bz
Der Lenz-Typ bz waren Zahnradlokomotiven, die von Lenz & Co. für die Görlitzer Kreisbahn beschafft wurden.

## Geschichte
Die Görlitzer Kreisbahn hatte zwischen Königshain-Hochstein und Hilbersdorf (Kr Görlitz) einen kurzen Abschnitt mit einer Neigung von 50 ‰, der mit einer Zahnstange System Abt ausgerüstet war. Die Maschinenfabrik Esslingen lieferte 1904 unter den Fabriknummern 3297 bis 3299 drei Lokomotiven, die von Lenz & Co. mit den Nummern 1bz bis 3bz eingereiht wurden. Die Gattung bz im Bezeichnungsschema von Lenz & Co. erhielten sie zur Unterscheidung von den 1900 an die Eulengebirgsbahn gelieferten C1’-Lokomotiven des Lenz-Typs z. Ab 1913 trugen die Lokomotiven die Bezeichnungen 1Cz–3Cz
Als 1922 der Zahnradbetrieb wie auf allen derartigen Strecken Preußens zugunsten eines reinen Reibungsbetriebes aufgegeben wurde, stellte die Görlitzer Kreisbahn die Lokomotiven ab und ließ sie später verschrotten. Als Ersatz beschaffte die Görlitzer Kreisbahn Tenderlokomotiven des Typs ELNA 6 mit Gegendruckbremse, die bis zur Streckenstilllegung im Jahr 1972 im Einsatz blieben.